# Cravo Norte
Cravo Norte, auch als San José de Cravo Norte bekannt, ist eine Gemeinde (municipio) des Departamentos Arauca in Kolumbien.

## Geographie
Cravo Norte liegt im Südosten Araucas in den kolumbianischen Llanos am Río Cravo Norte auf einer Höhe von 124 m ü. NN, 142 km von der Stadt Arauca entfernt. Die Gemeinde grenzt im Norden an die Gemeinde Arauca, im Westen an Puerto Rondón, im Osten an die Gemeinde Rómulo Gallegos im Bundesstaat Apure in Venezuela und im Süden an Hato Corozal im Departamento de Casanare und La Primavera im Departamento Vichada, wobei der Río Casanare und der Río Meta die Grenze bilden.

## Bevölkerung
Die Gemeinde Cravo Norte hat 4294 Einwohner, von denen 3015 im städtischen Teil (cabecera municipal) der Gemeinde leben (Stand: 2022).

## Geschichte
In der Zeit der spanischen Konquista hatten der deutsche Konquistador Nikolaus Federmann und jesuitische Missionare erste Kontakte zu indigenen Bewohnern des Gebietes des heutigen Cravo Norte. Der erste Zensus des damals als La Soledad de Cravo Norte bekannten Gebietes ergab eine Bevölkerung von 205 Einwohnern, die den indigenen Völkern der Guahibos und Chiricoas angehörten. Die heutige Siedlung wurde 1874 vom Venezolaner Socorro Figueroa mit dem Ziel gegründet, Rinderzucht zu betreiben. Nach einem vorübergehenden Boom zu Beginn des 20. Jahrhunderts wurde Cravo Norte 1925 von der Violencia getroffen, bürgerkriegsähnliche Zustände, die den Ort zerstörten. Hiervon erholte sich Cravo Norte nur langsam. Zu einer Gemeinde erklärt wurde Cravo Norte 1987.

## Wirtschaft
Der wichtigste Wirtschaftszweig von Cravo Norte ist die Rinderproduktion. Die Rinder weiden auf den ausgedehnten Ebenen der Gemeinde. Landwirtschaft findet fast nur in Form von Subsistenzwirtschaft statt.

## Verkehrsanbindung
Cravo Norte verfügt über einen kleinen Regionalflughafen und kann von Arauca aus mit dem Flugzeug erreicht werden. Straßenverbindungen gibt es nach Arauca (ganzjährig befahrbar) und nach Puerto Rondón (nur in der Trockenzeit befahrbar). Vom Hauptort führen nur unbefestigte Straßen zu den ruralen Siedlung innerhalb der Gemeinde. Über die Flüsse Meta und Casanare bestehen Schiffsverbindungen nach Puerto López und Puerto Rondón.

## Söhne und Töchter der Stadt
- Rafael Martínez Arteaga (1940–2017), Sänger